# Rasoul Mirmalek
Rasoul Mirmalek (en persa: رسول میرمالک‎, Irán; 31 de octubre de 1938 – 20 de noviembre de 2024) fue un luchador iraní especialista en lucha grecorromana.

## Carrera
Participó en la categoría de peso pluma en los Juegos Olímpicos de Tokio 1964, donde venció en la primera ronda a Moustafa Hamil Mansour de Egipto por decisión, en la segunda ronda empató con Erik Olsson de Suecia, en la tercera ronda empató con Marin Bolocan de Rumania, en la cuarta ronda venció a Georges Ballery de Austria, pero quedó fuera de las medallas.